# Louis-Adrien Duperron de Castera
Louis-Adrien Duperron de Castera (ur. w 1705 w Paryżu, zm. 28 sierpnia 1752 w Warszawie) – francuski dziennikarz, komediopisarz i tłumacz.
Autor powieści m.in. Les Aventures de Léonidas et Sophonie (1722), komedii m.in. Le Phenix (1731), tłumaczył na język francuski m.in. utwory Lope de Vegi. Po przyjeździe do Polski był tam w latach 1740-1745 guwernerem Adama Kazimierza Czartoryskiego.